# San Juan Cacahuatepec (kommun)
San Juan Cacahuatepec är en kommun i Mexiko.   Den ligger i delstaten Oaxaca, i den sydöstra delen av landet, 300 km söder om huvudstaden Mexico City. Antalet invånare är 8 680. Arean är 153 kvadratkilometer.
Terrängen i San Juan Cacahuatepec är kuperad.
Följande samhällen finns i San Juan Cacahuatepec:
- San Juan Cacahuatepec
- Buenavista
- Pie de la Cuesta
- La Culebra
- Chicapilla